# Портал (Північна Дакота)
Порта́л (англ. Portal) — місто (англ. city) в США, в окрузі Берк штату Північна Дакота. Населення — 125 осіб (2020). Станом на 2013 р. чисельність населення становила 162 особи.

## Географія
Місто розташоване за 31 км на північ від столиці округу Берк, міста Бовбеллс, містить ділянку кордону з Канадою. Клімат вологий континентальний, зі спекотним літом та холодною зимою.
Портал розташований за координатами 48°59′44″ пн. ш. 102°32′51″ зх. д. / 48.99556° пн. ш. 102.54750° зх. д. (48.995685, -102.547440).  За даними Бюро перепису населення США в 2010 році місто мало площу 1,46 км², уся площа — суходіл. В 2017 році площа становила 1,76 км², з яких 1,73 км² — суходіл та 0,02 км² — водойми.

## Демографія
Згідно з переписом 2010 року, у місті мешкало 126 осіб у 61 домогосподарстві у складі 38 родин. Густота населення становила 86 осіб/км².  Було 80 помешкань (55/км²).
Расовий склад населення:
| - 96,0 % — білих - 2,4 % — корінних американців - 0,8 % — чорних або афроамериканців |

До двох чи більше рас належало 0,8 %. Частка іспаномовних становила 4,0 % від усіх жителів.
За віковим діапазоном населення розподілялося таким чином: 19,0 % — особи молодші 18 років, 67,5 % — особи у віці 18—64 років, 13,5 % — особи у віці 65 років та старші. Медіана віку мешканця становила 46,6 року. На 100 осіб жіночої статі у місті припадало 121,1 чоловіків;  на 100 жінок у віці від 18 років та старших — 126,7 чоловіків також старших 18 років.
Середній дохід на одне домашнє господарство  становив 57 824 долари США (медіана — 51 250), а середній дохід на одну сім'ю — 67 392 долари (медіана — 60 833). Медіана доходів становила 45 625 доларів для чоловіків та 32 500 доларів для жінок. За межею бідності перебувало 2,6 % осіб, у тому числі 0,0 % дітей у віці до 18 років та 14,3 % осіб у віці 65 років та старших.
Цивільне працевлаштоване населення становило 55 осіб. Основні галузі зайнятості: транспорт — 25,5 %, публічна адміністрація — 25,5 %, роздрібна торгівля — 23,6 %.